# بول بيكون
بول بيكون (بالإنجليزية: Paul Bacon)‏ هو عازف جاز ومصمم جرافيك ومغني أمريكي، ولد في 25 ديسمبر 1923 في أوسينينغ في الولايات المتحدة، وتوفي في 8 يونيو 2015.

## وصلات خارجية
- بول بيكون على موقع ميوزك برينز (الإنجليزية)
- بول بيكون على موقع أول ميوزيك (الإنجليزية)
- بول بيكون على موقع ديسكوغز (الإنجليزية)